# Gekko ernstkelleri
Gekko ernstkelleri là một loài thằn lằn trong họ Gekkonidae. Loài này được Rösler, Siler, Brown, Demeglio & Gaulke mô tả khoa học đầu tiên năm 2006.